# Nighttime Birds
Nighttime Birds ist das vierte Musikalbum der niederländischen Band The Gathering. Es wurde am 6. Juni 1997 via Century Media veröffentlicht.

## Entstehungsgeschichte
Es wurde zwischen dem 17. Februar und 15. März 1997 in den Woodhouse Studio in Hagen aufgenommen. Die Aufnahme wurde technisch betreut von Matthias Klinkmann und Siggi Bemm, der das Album auch zusammen mit der Band produzierte. Die Texte stammen von Anneke van Giersbergen, die Musik von der gesamten Band.
Nighttime Birds bietet kraftvollen Gothic Metal mit weiblichem Gesang. Es ist die konsequente Fortführung des auf Mandylion begonnenen musikalischen Weges und gleichzeitig das letzte reine Metalalbum von The Gathering, bevor sich die Band progressiveren und elektronischeren Klängen zuwandte und sich schließlich aus dem Metal-Bereich ganz verabschiedete.

## Besonderheiten
Das Lied „Third Chance“ wurde bereits ein Jahr zuvor auf der Adrenaline-EP veröffentlicht. Für das Nighttime Birds-Album wurde das Lied leicht umarrangiert. Der Titelsong wurde von Hugo Geerligs M. de Haard-Versteijlen gewidmet.
Es existierte eine nur in Japan erschienene Version des Albums, in dem die Trackliste durch Live-Versionen der Songs Leaves und Eléanor, die ursprünglich von der Compilation Out of the Dark stammen, ergänzt wurde.

## Titelliste
1. On Most Surfaces (Inuit) – 6:55
2. Confusion – 6:33
3. The May Song – 3:44
4. The Earth is My Witness – 5:31
5. New Moon, Different Day – 6:06
6. Third Chance – 5:25
7. Kevin´s Telescope – 3:23
8. Nighttime Birds – 7:02
9. Shrink – 4:02

## Singleauskopplungen

### Kevin’s Telescope (EP)
Vorab wurde das Lied Kevin’s Telescope im Rahmen einer EP ausgekoppelt. Die EP enthält neben dem Titelstück noch die Dead-Can-Dance-Coverversion In Power We Entrust the Love Advocated, ein Cover der englischen Band Slowdive und einen Demo-Remix des ebenfalls von Nighttime Birds stammenden „Confusion“, dass von dem ehemaligen Grobschnitt-Schlagzeuger Eroc remixed wurde. Die EP schlägt deutlich progressivere Klänge als das eigentliche Album an und ist somit bereits ein musikalischer Vorgriff auf das Nachfolgealbum How to Measure a Planet?.
1. Kevin’s Telescope – 3:23
2. In Power We Entrust the Love Advocated (Dead can Dance Cover) – 4:05
3. When the Sun Hits (Slowdive Cover) – 4:52
4. Confusion (Demo/Eroc Mix) – 7:14

### The May Song (Single)
The May Song ist die einzige nachträgliche Singleauskopplung aus Nighttime Birds. Das Titelstück ist gleich zweimal vertreten: In der Albumversion und in einem, wenige Sekunden längeren, Radio-Edit. Dazu gibt es einen Remix von Earth is My Witness und eine mit dem Metropole Orchestra aufgenommene Version von vom Stück Strange Machines, das ursprünglich vom Vorgängeralbum Mandylion stammt.
1. The May Song (Radio Edit) – 3:49
2. Earth is My Witness (Edit) – 4:12
3. Strange Machines (With the Metropole Orchestra) – 6:22
4. The May Song – 3:43

## Kommerzieller Erfolg

### Chartplatzierungen
| ChartsChartplatzierungen   | Höchstplatzierung | Wochen |
| -------------------------- | ----------------- | ------ |
| Deutschland (GfK)          | 80 (3 Wo.)        | 3      |
| Niederlande (Dutch Charts) | 12 (10 Wo.)       | 10     |

### Auszeichnungen für Musikverkäufe
| Land/Region        | Auszeichnungen für Musikverkäufe (Land/Region, Auszeichnung, Verkäufe) | Verkäufe |
| ------------------ | ---------------------------------------------------------------------- | -------- |
| Niederlande (NVPI) | Gold                                                                   | 15.000   |
| Insgesamt          | 1× Gold ·                                                              | 15.000   |